# عزان (حفاش)

تعديل مصدري - تعديل

عزان هي إحدى قرى عزلة الذارى بمديرية حفاش التابعة لمحافظة المحويت، بلغ تعداد سكانها 290 نسمة حسب تعداد اليمن لعام 2004.